# Beaucarnea goldmanii
Beaucarnea goldmanii là một loài thực vật có hoa trong họ Măng tây. Loài này được Rose mô tả khoa học đầu tiên năm 1909.